# Oberrœdern
Oberroedern é uma comuna francesa na região administrativa de Grande Leste, no departamento Baixo Reno. Estende-se por uma área de 4,99 km². Em 2010 a comuna tinha 528 habitantes (densidade: 105,8 hab./km²).